# Distretto di Reasi
Il distretto di Reasi è un distretto del Jammu e Kashmir, in India, di 6 981 abitanti. È situato nella divisione del Jammu e il suo capoluogo è Reasi.